# جون ارتشر (سياسي)
جون ارتشر (بالإنجليزية: John Archer)‏ هو طبيب وسياسي أمريكي، ولد في 5 مايو 1741 في الولايات المتحدة، وتوفي في 28 سبتمبر 1810 في مقاطعة هارفورد في الولايات المتحدة. انتخب عضو مجلس النواب لولاية ماريلند وانتخب عضو مجلس النواب الأمريكي.